# Intel AZ210
Intel AZ210 (также XOLO X900 в Индии, Orange San Diego в Великобритании, МегаФон Mint в России) — смартфон под управлением операционной системы Android, использующий систему на чипе с x86-процессором Atom. Изготавливается заводами Foxconn по заказу корпорации Intel.
Работает на микропроцессоре Intel Atom Z2460 (1,6 ГГц). В качестве операционной системы изначально установлен Android 2.3 (Gingerbread), однако с октября 2012 года доступно официальное обновление до 4.0 (Ice Cream Sandwich).
В Европе и Индии стал первым сотовым телефоном на базе процессора Intel Atom.

## История
Под названием XOLO X900 поступил в продажу в Индии 22 апреля 2012 года. Доступен в магазинах Tata Cromā и интернет-магазине Nimbuzz. Стоимость составляла ₹22 тыс. (£250; около 13 тыс. рублей).
В Великобритании поступил в продажу 6 июня 2012 года под названием Orange San Diego. Также распространяется во Франции под маркой Orange avec Intel Inside.
В России доступен с 23 августа 2012 года под маркой МегаФон Mint по стоимости 12 тысяч рублей.
Для российского рынка на телефоне установлены приложения Мегафон и MegaShell — кастомизированный 3D Shell, изначально созданный компанией SPB Software (поглощённой 2011 году «Яндексом»), оптимизированный для работы на Intel Atom.

## Характеристики
- Экран 4,03" (10,3 см), 1024x600 пикселей (Advanced TN — технология Toshiba), плотность пикселей 294 ppi
- Процессор Intel Z2460 (x86-ядро Atom с частотой 1,6 ГГц и поддержкой гиперпоточности)
- Видеоускоритель PowerVR SGX540 (400 МГц, встроен в Z2460)
- Сотовая связь: 2G/3G, в том числе HSPA+ и HSUPA (на базе чипа Intel XMM 6260)
- RAM: 1 Гбайт
- Флэш-память: 16 Гбайт
- Камеры: 8 МП (видео FullHD 1080р на 30 к/с; серийная съемка 10 к/с; автофокус); 1,2 Мп
- SIM-карта: microSIM
- Периферия: Micro-HDMI Type D, microUSB, аудивыход 3,5 мм
- Беспроводная связь: WiDi (источник сигнала), NFC, Bluetooth 2.1 EDR, Wi-Fi 802.11b/g/n
- Навигация: aGPS (без поддержки ГЛОНАСС)
- ОС: Android 2.3.7 (доступно официальное обновление до Android 4.0)
- Аккумулятор: Li-Ion, 1460 mAh, несъемный
- Размеры: 123×63×11 мм
- Масса 124 г[3]

Для исполнения программ, написанных с использованием Android NDK для ARM, применяется технология двоичной трансляции.